# Leopold Alexander von Wartensleben (1710–1775)

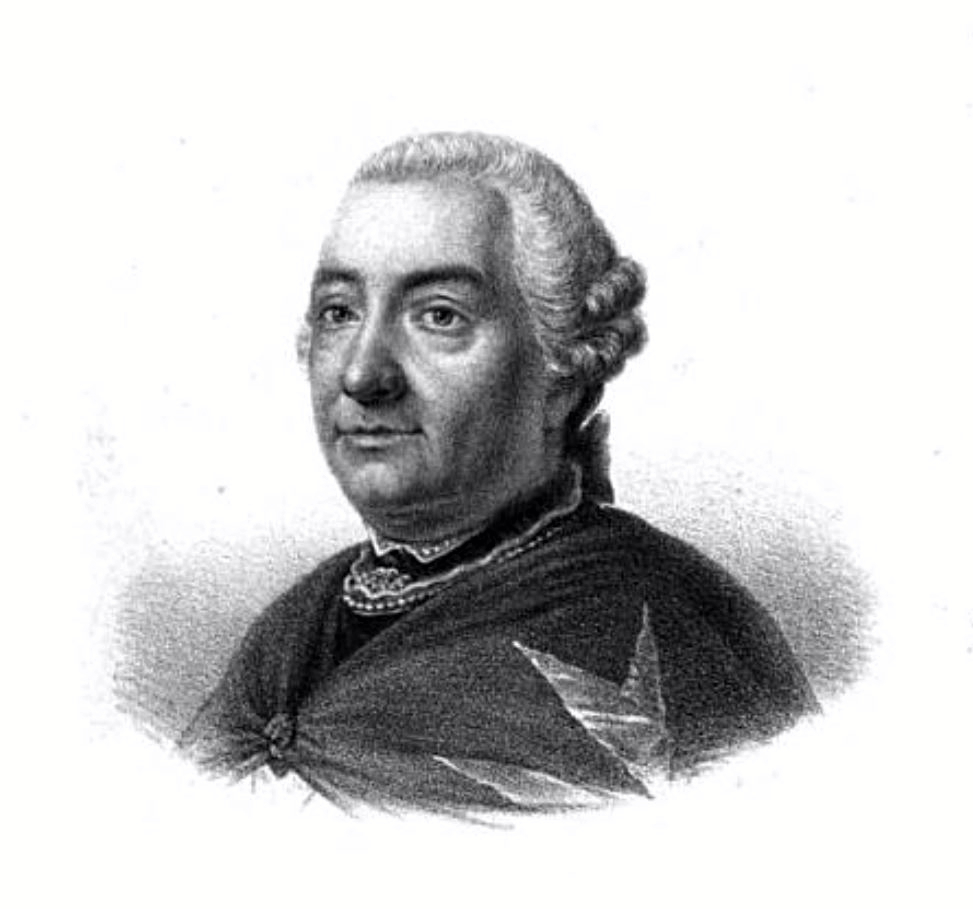
Leopold Alexander von Wartensleben (1710–1775)

Leopold Alexander Graf von Wartensleben (* 1. Oktober 1710; † 21. September 1775 in Berlin) war ein preußischer Generalleutnant. Er war Senior des Johanniterordens sowie Komtur und Landvogt der Kommende Schivelbein, Ritter des Ordens Pour le Mérite, Landdrost von Hetter, Rees und Isselburg und Freiherr der Herrlichkeit Wertherbruch und Mitteldonk sowie Erbherr auf Freybergsdorf.

## Leben
Leopold Alexander wurde als jüngster Sohn des Generalfeldmarschalls Alexander Hermann von Wartensleben aus dem uradeligen Haus Wartensleben und dessen zweiter Frau Anna Sophia von Treskow (1670–1735) geboren.
Seine Ausbildung erhielt er am Pädagogium in Halle. Am 25. April 1725 wurde er bereits Fähnrich im Infanterie-Regiment Nr. 1 (Leibregiment des Königs) und am 1. Januar 1728 Seconde-Lieutenant. 1730 gehörte er zum Gefolge des Königs Friedrich Wilhelm I. bei der Truppenschau von Mühlberg. Im Februar 1732 war er als Freiwilliger bei der kaiserlichen Armee unter Friedrich Ludwig von Württemberg-Winnental im Kampf mit den Korsen. Nach dem Ende des Feldzuges 1732 kehrte er zurück, wurde 1734 Flügeladjutant des Königs und 1737 Stabshauptmann. Er war ein guter Bekannter des Kronprinzen Friedrich II., der dafür sorgte, dass Wartensleben am 14. August 1738 in Braunschweig unmittelbar nach ihm selbst in den Bund der Freimaurer aufgenommen wurde. Als Friedrich König wurde, ernannte er Von Wartensleben zum Oberst und Generaladjutanten. Er war im Ersten und Zweiten Schlesischen Krieg in dessen Gefolge. Am 20. Mai 1751 wurde er Generalmajor. Am 26. Juni 1756 beantragte er wegen Krankheit seinen Abschied, den er als Generalleutnant erhielt.

### Johanniter-Ritter
Er wurde am 6. August 1731 in den Johanniterorden aufgenommen und der Kommende Schivelbein, zu Schloss Schivelbein, zugewiesen. Auf Befehl des Königs wurde er am 18. Oktober 1735 dort Komtur zusammen mit Friedrich Wilhelm von Kalckstein. 1759 wurde er Senior des Ordens und als 1762 Prinz Ferdinand aufgenommen wurde, gab er den Ritterschlag. Er starb als residierender Komtur von Schivelbein.
Beigesetzt wurde er in der Gruft der Berliner Garnisonkirche ebenso wie seine Frau. Da die Kirche im Zweiten Weltkrieg zerstört worden war, wurden die Gebeine des Paares nach 1945 in einem gemeinsamen Grab auf dem Stahnsdorfer Friedhof bei Berlin beigesetzt.

## Familie
Seit dem 24. März 1734 war er mit Anne Friederike von Kameke († 1788), Tochter von Paul Anton von Kameke, verheiratet. Das Paar hatte folgende Kinder:
- Friedrich Wilhelm (* 1739; † als Kind)
- Wilhelm Friedrich Heinrich Ferdinand (1740–1776), Hofmarschall ⚭ 3. Dezember 1762 Sophie von Printzen (1742–1811) (heiratet 1782 Dietrich von Werder)
- Elisabeth Amalie Ulrike (1741–1808) ⚭ Hans von Blumenthal (1722–1788), Oberst und Oberhofmeister
- Luise Anna (* 1742 † als Kind)
- Alexander Hermann (* 1743; † als Kind)
- Leopold Alexander (1745–1822) ⚭ 29. Oktober 1771 Dorothea von der Recke (1753–1825)
- August Heinrich (1748–1805)

⚭ 26. September 1774 (geschieden 26. August 1786) Charlotte Luise von Wakenitz (1756–1831) ⚭ 1790 Adolf Friedrich von Rochow auf Stülpe
⚭ Eleonore Dorothea Karoline Adolfine von Plessau (1775–1807)
- Anna Amalie Friederike (1749–1818) ⚭ 1771 (geschieden 1778) Wilhelm Karl von Dyhrn-Schönau (1749–1813)
- Karl Sophus (* 1751; † als Kind)
- Ferdinand Moritz (1753–1795), Hofmarschall ⚭ 9. Januar 1775 Andriette Auguste von Kleist (1758–1798)